# ニンジャキッズ
『ニンジャキッズ』 (The Ninja Kids) は、タイトーより1990年に稼働されたアーケードゲーム。ジャンルはベルトスクロールアクションゲーム。
正義の人形である4人の「忍者キッズ」から主人公を選択し、人形達の居住地に悪魔を召喚しようとする悪の組織を倒すのを目的としている。
北米および欧州ではPlayStation 2およびXbox、Windows用ソフト『Taito Legends』（2005年）に収録された他、日本国内ではPlayStation 2用ソフト『タイトーメモリーズII 上巻』（2007年）、イーグレットツー ミニ（2022年）に収録され、2024年8月22日にはアーケードアーカイブスの1作品としてPlayStation 4とNintendo Switchにて配信された。

## ゲーム内容
システム
8方向レバー、2ボタン（攻撃、ジャンプ）で操作。お話は全5ステージ。ライフ＆ストック制。
忍術
2ボタン同時に押すと忍術が発動する。
巻物を集めないと使用できない。
アイテム
- 巻物
これを取るとプレイヤーの使える忍法がストックされる（最大4レベルまで使用できる）。
- 時計
不動金縛りの術と言う文字が表示。一定時間、敵を金縛りにできる。
- 宝玉
一定時間、無敵となる。
- 星
一定時間、バリアのようなものが発生し、周囲の敵にダメージを与える。
- 分身
一定時間、移動速度が上昇し触れるもの全てにダメージを与える。
- 回復アイテム
リンゴ、カプセルなどのアイテム。取るとダメージを受けたライフが回復する。
- スコアアイテム
王冠、宝石などのアイテム。取るとスコアが増える。

クリアボーナス
ステージをクリアすると10万、20万、30万、40万、50万点もらえる。

## 登場キャラクター
4人プレイ時には使用キャラクターは固定となる。また、2人プレイ（タイトーメモリーズII 上巻に収録のバージョン）では好きなキャラクターを選べる。
半蔵
色は青。武器は刀（忍者刀ではない）。水の術を使うキャラクター。(ただし一部は雷の術である)
佐助
色は黄。武器は鎖鎌。風の術を使うキャラクター。
茜
色は赤。武器は手裏剣。火の術を使うキャラクター。
玄太
色は緑。武器は三節棍。地の術を使うキャラクター。

## 移植版
| No. | タイトル                                   | 発売日                        | 対応機種                      | 開発元                                    | 発売元                  | メディア                                | 型式                       | 備考                                                        |
| --- | ------------------------------------------ | ----------------------------- | ----------------------------- | ----------------------------------------- | ----------------------- | --------------------------------------- | -------------------------- | ----------------------------------------------------------- |
| 1   | Taito Legends                              | 2005年10月14日 2005年10月25日 | PlayStation 2 Xbox Windows    | タイトー Empire Interactive Atomic Planet | Empire Interactive セガ | DVD-ROM                                 | PS2: SLES-53438 SLUS-21122 |                                                             |
| 2   | タイトーメモリーズII 上巻                  | 2007年1月25日                 | PlayStation 2                 | タイトー                                  | タイトー                | DVD-ROM                                 | SLPM-66649                 |                                                             |
| 3   | タイトーメモリーズII 上巻 エターナルヒッツ | 2008年6月26日                 | PlayStation 2                 | タイトー                                  | タイトー                | DVD-ROM                                 | SLPM-55017                 | 廉価版                                                      |
| 4   | ニンジャキッズ                             | 2022年3月2日                  | イーグレットツー ミニ         | 瑞起                                      | タイトー                | プリインストール                        | -                          | 本体にあらかじめ収録されている40作品のうちの1つとして収録。 |
| 5   | ニンジャキッズ                             | 2024年8月22日                 | PlayStation 4 Nintendo Switch | ハムスター （移植担当）                   | ハムスター              | ダウンロード （アーケードアーカイブス） | -                          | 日本版、海外版を収録                                        |

アーケードアーカイブス版
日本版と海外版を収録。「ゲーム設定」で最大プレイ人数を2人か4人かを切り替えられる。「こだわり設定」で永久パターン防止キャラが出現する時間の調整(原作と同じ、遅く調整、出てこない、の3種類)が可能。

## スタッフ
- ゲーム・ディレクター：石指武
- ゲーム・デザイン：KEPPEL MAEKAWA（前川浩之）
- プログラム：石指武、FRZ.MOM
- ハードウェア・デザイン：高橋栄吉、S.WATANABE
- キャラクター・デザイン：ポキール山田、まつもとじゅんじ
- サウンド：FUMMY（いまおかしろう）、TONO（殿村裕誠）、WIZ.MASTER（古川典裕）、ピンチパンチ
- デザイン：土居林太郎
- スペシャル・サンクス：KAWAMOYAN（河本憲孝）、"WOLF" KATO、大阪R&Dスタッフ

## 評価
ニュースサイト『GAME Watch』では、「サクサク動く軽快な操作性、コミカルなグラフィックからカジュアルな印象を覚える人もいそうだが、難易度のほうはわりと骨太で実にやりがいのある作品」とキャラクター造形や難易度に関して肯定的なコメントで紹介されている。